# Waldorf (Renania-Palatinato)
Waldorf è un comune di 857 abitanti della Renania-Palatinato, in Germania.
Appartiene al circondario (Landkreis) di Ahrweiler (targa AW) ed è parte della comunità amministrativa (Verbandsgemeinde) di Altenahr.